# Kent James
Kent James (ur. 30 kwietnia 1964 r. w Ogden w stanie Utah, USA) – amerykański wokalista, autor tekstów utworów, gitarzysta oraz aktor, znany także pod pseudonimem Nick Name.

## Biogram
Zainteresowanie muzyką przejawiał od najmłodszych lat. Dojrzewał w miejscowości Logan w stanie Utah, występując dla miejscowych i okolicznych widowni. Uczęszczał na Utah State University. Karierę muzyczną rozpoczął w roku 2000 jako wokalista zespołu rockowego The Normals, wówczas również zdeklarował się jako homoseksualista.